# ستيفن دوبويس
ستيفن دوبويس (بالإنجليزية: Stephen Dubois)‏ هو سياسي أسترالي، ولد في 1 فبراير 1940 في فانواتو. حزبياً، نشط في حزب العمال الأسترالي. وقد انتخب عضو مجلس النواب الأسترالي عن دائرة Division of St George ‏ (1 ديسمبر 1984 – 8 فبراير 1993).